# Hermann-Oberth-Gesellschaft
Die Hermann-Oberth-Gesellschaft war ein Verein, der sich in der Bundesrepublik Deutschland für die Information der Öffentlichkeit über die Geschichte der Raumfahrt, die aktuellen und zukünftigen Projekte der Raumfahrt und für die Förderung des raumfahrttechnischen Nachwuchses eingesetzt hat. Zu Beginn wurden auch eigene Raketen entwickelt und gebaut.

## Geschichte
Der Verein wurde auf Initiative von Karl Poggensee am 21. September 1952 von elf Raketenspezialisten als Deutsche Agentur für Raumfahrtangelegenheiten (DAFRA) unter dem Leitmotiv „die friedliche Erforschung und Erschließung des Weltraums zu fördern“ gegründet.
Ihre Gründer waren der Meinung, dass sich die von ihnen ins Leben gerufene Gesellschaft der Raketenentwicklung und deren Nutzung für ausschließlich friedliche Einsatzzwecke widmen sollte und dass die Bundesrepublik Deutschland einen Beitrag zur Raumfahrtforschung leisten müsse. Zum Vorsitzenden wählte man August Friedrich Staats. In der Anfangszeit wurden in Hespenbusch bei Großenkneten diverse Versuchsraketen entwickelt, die bald schon Höhen von einigen Kilometern erreichten, sodass das in Hespenbusch zur Verfügung stehende Areal 1957 zu klein wurde.
1956 wurde die DAFRA auf dem 7. Kongress der International Astronautical Federation (IAF) in Rom als Mitglied in die IAF aufgenommen. Am Vortag der DAFRA-Tagung von 1958 entschloss man sich, die DAFRA in die Deutsche Raketengesellschaft (DRG) zu überführen und die erste Deutsche Kommission für Weltraumforschung ins Leben zu rufen. Zum Präsidenten der DRG wurde der Vorsitzende der DAFRA, August Friedrich Staats, gewählt, der 1960 Vizepräsident der IAF wurde.
Von 1957 bis 1964 wurden die Raketenversuche der Deutschen Raketengesellschaft (DRG) im Wattengebiet vor Cuxhaven durchgeführt. Dort wurden 1959 von der DRG einige Postraketen gestartet. Im Dezember 1960 erfolgte der Erststart der einstufigen Höhenforschungsrakete Kumulus mit einer Gipfelhöhe von 20 Kilometern für meteorologische Forschung, die in Zusammenarbeit u. a. mit der Max-Planck-Gesellschaft erfolgte. Die Kumulus stellte die leistungsstärkste deutsche Nachkriegsrakete dar. Deren Flughöhe wurde am 16. September 1961 bei Weitem überboten, als zum ersten Mal die zweistufige Cirrus startete und eine Gipfelhöhe von 50 Kilometern erreichte.
Zu dieser Zeit fing auch Berthold Seliger an, im Rahmen der Deutschen Raketengesellschaft (DRG) Raketen zu bauen. 1961 gründete Seliger eine eigene Firma, die Berthold Seliger Forschungs- und Entwicklungsgesellschaft mbH, die mit der Deutschen Raketengesellschaft (DRG) kooperierte. Die Seliger Forschungs- und Entwicklungsgesellschaft mbH entwickelte zwischen 1962 und 1963 mehrere Raketen mit ein, zwei und auch drei Stufen, die Gipfelhöhen von bis zu 150 Kilometer Höhe erreichen konnten. Nach der umstrittenen Flugvorführung der Seliger Forschungs- und Entwicklungsgesellschaft mbH von militärisch verwertbaren Raketen vor Militärvertretern aus Nicht-NATO Staaten im Wattengebiet von Cuxhaven am 5. Dezember 1963 kam es zum Bruch zwischen der Seliger Forschungs- und Entwicklungsgesellschaft mbH und der Deutschen Raketengesellschaft (DRG). Letztere führte bis zum Juni 1964 noch einige Höhenraketenstarts durch und experimentierte bis 1976 weiter mit Postraketen und stationären Hybridraketen- sowie Heißwasserraketen-Antrieben. Der gemeinnützige Verein hatte 1963 schon 1300 Mitglieder in 14 Ländern.
1963 wurde mit Einverständnis von Hermann Oberth, der sich um die wissenschaftlich fundierte Raumfahrt große Verdienste erworben hat, beschlossen, die DRG in Hermann-Oberth-Gesellschaft (HOG) umzubenennen. Oberth starb am 28. Dezember 1989 in Feucht. In seinem 1923 erschienenen Buch Die Rakete zu den Planetenräumen legte er als erster umfassend die wissenschaftlichen und technischen Grundlagen der Raketen- und Raumfahrttechnik dar. Er gilt als Vater der wissenschaftlichen Raketentechnik und Astronautik.
Nach der im Jahr 1964 per neuer Gesetzgebung erzwungenen Einstellung der Raketenentwicklung durch private Vereine setzte man bei der Hermann-Oberth-Gesellschaft die Schwerpunkte bei der bundesweiten Öffentlichkeitsarbeit über die internationalen Raumfahrtprogramme durch Vortragsabende und Raumfahrtkongresse, sowie bei der verstärkten Förderung des raumfahrttechnischen Nachwuchses in sogenannten Raketen- und Raumfahrttechnischen Lehr- und Versuchsstellen. Schon im April 1961 zählte die DRG-Jugendabteilung mindestens 1105 Mitglieder, davon 183 im Ausland. Die ehrenamtliche Vereinsarbeit wurde durch Mitgliedsbeiträge, Spenden seitens der Industrie und öffentliche Zuschüsse finanziert. Aus der Jubiläumsschrift zum 20-jährigen Bestehen geht 1972 hervor, dass die Führungsstruktur aus dem fünfköpfigen Präsidium, den fünf Fachausschüssen, den neun Landesgruppenleitern, den neun Auslandsgruppenleitern und den sechsundzwanzig Kuratoriumsmitglieder (wissenschaftlicher Beirat) bestanden hat.
1990 legte August Friedrich Staats nach fast vierzigjähriger Amtszeit sein Amt als Präsident nieder. Sein Nachfolger wurde Hans Josef Rath. Staats wurde zum Ehren- und Vizepräsidenten gewählt. Im Herbst 1990 trat die Hermann-Oberth-Gesellschaft in Verhandlungen ein, mit dem Ziel, die HOG mit der Deutschen Gesellschaft für Luft- und Raumfahrt und den beiden ostdeutschen Luft- und Raumfahrtvereinen Gesellschaft für Raketentechnik und Weltraumfahrt und  Fachverband für Luftfahrt zur Deutschen Gesellschaft für Luft- und Raumfahrt – Lilienthal – Oberth (DGLR) zusammenzuschließen. Nach umfangreichen Gesprächen und Abstimmungen wurde der Zusammenschluss 1993 vollzogen.